# Пресечен триделен тетраедър
Пресеченият триделен тетраедър представлява неправилен многостен, получен от пресичането на триделен тетраедър. Има 16 лица (4 шестоъгълника и 12 петоъгълника), 42 ръба и 28 върха. Той е многостен на Конуей. Дуалният многостен е шестоделен пресечен тетраедър.